# 後藤夢
後藤 夢（ごとう ゆめ、2000年2月25日 - ）は、日本の女性陸上競技選手。専門は中距離走（800m、1500m）。

## 経歴
加古川市立平岡南中学校、兵庫県立西脇工業高等学校卒業。同志社大学スポーツ健康科学部に在学中。陸上競技はクラブチーム（ND 28AC→豊田自動織機TC）に所属し活動。
2014年、平岡南中の3年の時、全日本中学陸上に800m、1500mで決勝に進出し800mで4位に入賞。
西脇工業高では同期の田中希実らと数多くの全国大会で活躍した。2015年から3年連続で全国高校駅伝に出場し、2015年4区で区間賞を取るなど好走しチームの3年連続入賞に貢献。特に2016年は最終5区を担当しで留学生カマウ・タビタ・ジェリ（神村学園1年）に競り勝ち準優勝となった。インターハイでは、2016年に1500mで3位となり西脇工業トリオが1 - 3位を独占。全国女子駅伝では、2017年、2018年連続で区間賞を取り2018年の兵庫県チーム優勝に貢献。また、2017年には日・韓・中ジュニア競技会の日本代表に選ばれ1500mで2レースとも1位となった。
高校卒業後、「駅伝中心の活動でなくトラック競技中心に自由にレースを転戦したい」との考えで田中希実と一緒にクラブチームで活動。トラック中距離と駅伝で活躍を続けている。全国女子駅伝では区間上位で走り兵庫県チームの連続入賞に貢献。また、1500mでは日本選手権と国民体育大会で入賞。

## 主な記録
| 年     | 大会                                     | 種目              | 順位    | 備考         |
| ------ | ---------------------------------------- | ----------------- | ------- | ------------ |
| 2014年 | 全日本中学陸上・香川                     | 800m              | 4位     |              |
|        | 全日本中学陸上・香川                     | 1500m             | 10位    |              |
| 2015年 | 第27回全国高校駅伝女子                   | 4区               | 区間賞  | 西脇工業5位  |
| 2016年 | 岡山インターハイ2016                     | 800m              | 6位     |              |
|        | 岡山インターハイ2016                     | 1500m             | 3位     |              |
|        | 第24回日・韓・中ジュニア交流・寧波 第1日 | 1500m             | 1位     | 初の日本代表 |
|        | 第24回日・韓・中ジュニア交流・寧波 第2日 | 1500m             | 1位     |              |
|        | 第28回全国高校駅伝女子                   | 5区               | 区間3位 | 西脇工業2位  |
| 2017年 | 全国女子駅伝                             | 5区               | 区間賞  | 兵庫県8位    |
|        | 山形インターハイ2017                     | 1500m             | 13位    |              |
|        | 第72回国民体育大会・愛媛                 | 少年女子共通1500m | 4位     |              |
|        | 第29回全国高校駅伝女子                   | 2区               | 区間5位 | 西脇工6位    |
| 2018年 | 全国女子駅伝                             | 6区               | 区間賞  | 兵庫県優勝   |
| 2019年 | 全国女子駅伝                             | 4区               | 区間3位 | 兵庫県4位    |
|        | 第103回日本選手権・福岡                  | 1500m             | 5位     |              |
|        | 第74回国民体育大会・茨城                 | 成年女子1500m     | 6位     |              |
| 2020年 | 全国女子駅伝                             | 2区               | 区間2位 | 兵庫県6位    |
|        | 第104回日本選手権・新潟                  | 1500m             | 3位     |              |
| 2021年 | GPシリーズ兵庫リレーカーニバル           | 1500m             | 3位     |              |
|        | GPシリーズ静岡国際                       | 800m              | 6位     |              |
|        | READY STEADY TOKYO                       | 1500m             | 3位     |              |
|        | GPシリーズDenka Athletics Challenge Cup  | 1500m             | 3位     |              |
|        | 第105回日本選手権・長居                  | 1500m             | 9位     |              |

2023年
世界陸上ブダペスト大会1500m予選12位
記録4分10秒22